# آیگارس فادیفس
آیگارس فادیفس (لتونیایی: Aigars Fadejevs; ۲۷ دسامبر ۱۹۷۵ – ۱۷ دسامبر ۲۰۲۴) دونده پیاده‌روی سرعت اهل لتونی بود.

## مرگ
فادیفس در ۱۷ دسامبر ۲۰۲۴، در ۴۸ سالگی درگذشت.